# دعد شرعب
دعد محمد أحمد شرعب، (14 فبراير 1961) سياسية ودبلوماسية ليبية، وهي من مدينة طولكرم الفلسطينية، تُعد واحدة من أبرز الشخصيات السياسية الليبية المعاصرة، إذ شغلت منصب مستشارة الزعيم الليبي معمر القذافي منذ عام 1988 وحتى اندلاع الحرب الأهلية الليبية عام 2011، كما تولت طيلة هذه المدة منصب مبعوثة ليبيا إلى دول العالم، وكانت ممثلة ليبيا في أهم المفاوضات السياسية الحساسة بين ليبيا والعالم، لتمضي بذلك 22 عامًا متواصلة في منصبها بجانب القذافي كمستشارة له جعلتها شاهدًا على تاريخ ليبيا المعاصر، وهي تُعد من أقرب السياسيين للزعيم الليبي القذافي، وعُرِفت بأنها "اليد اليمنى للقذافي".

## نشأتها وتحصيلها العلمي
وُلِدت دعد محمد أحمد شرعب بتاريخ 14 فبراير 1961 في مدينة جدة السعودية لأسرة فلسطينية من مدينة طولكرم، حيث كان والدها قد انتقل عام 1955 إلى السعودية للعمل فيها، وقد تلقت دعد تعليمها في مدارس السعودية، في حين كانت تقضي عطلتها الصيفية في منزلهم بمدينة طولكرم بالضفة الغربية إلى أن اندلعت حرب النكسة عام 1967.
تقول دعد في كتابها "العقيد وأنا": «ذكرياتي الأولى كانت عندما كنت ألعب على الشرفة المشمسة لمنزل جدي أحمد في مدينة طولكرم، بينما كان يراقبني من كرسيه الخشبي ويدخن الشيشة. تلك الأيام الخالية من الهم لم تدوم، فبعد حرب الأيام الستة في يونيو 1967 لم أتمكن من الزيارة مرة أخرى. وفي نهاية المطاف، فُقِدَ المنزل بالإضافة إلى الصور العائلية الثمينة وممتلكات أخرى».
في عام 1978 انتقلت برفقة والدها إلى الأردن وأنهت فيها الثانوية العامة، ثم التحقت بالجامعة الأردنية في تخصص الاقتصاد وإدارة الاعمال.

## حياتها السياسية والدبلوماسية
بدأت دعد شرعب حياتها السياسية على هامش مشاركتها في مارس 1987 في مؤتمر المرأة العربية في طرابلس الليبية كسيدة أعمال صاحبة استثمارات في الأردن وليبيا وغيرها من الدول، فالتقت شرعب في المؤتمر بنعيمة الصغير التي كانت رئيسة اتحاد الجمعيات النسائية لدى حكومة القذافي، وقدمت نعيمة الصغير شرعب إلى القذافي، وبذلك التقت شرعب بالقذافي لأول مرة وعرض عليها بالعمل كمستشارة أعمال له في بداية الأمر.
طيلة الاثنين والعشرين عامًا التي أمضتها دعد في منصبها إلى جانب القذافي فقد كانت مسؤولة عن إجراء المباحثات الرسمية بين ليبيا والدول الأخرى، بالإضافة لحمل رسائل القذافي إلى رؤساء الدول والحكومات، كما تولت طيلة هذه الفترة منصب مبعوثة وممثلة ليبيا في أهم المفاوضات السياسية الحساسة بين ليبيا والعالم كمفاوضات إطلاق سراح مفجّر لوكربي عبد الباسط المقرحي الذي زارته شرعب في سجنه في إسكتلندا ثلاثة مرات قبل الإفراج عنه، وكثيرًا ما التقت دعد بشخصيات العالم منهم هيلاري كلينتون وجورج بوش الأب وشمعون بيريز وعدنان خاشقجي والوليد بن طلال وسهى عرفات وعبد الله الثاني بن الحسين وجيمس بيكر وغيرهم الكثير.
في أعقاب حرب غزة عام 2008 عرضت إسرائيل على ليبيا أن تكون وسيطًا محتملًا بين الفلسطينيين والإسرائيليين لتحقيق السلام، فتوجهت شرعب إلى تل أبيب سرًا على متن طائرة إسرائيلية من العاصمة عمان إلى تل أبيب والتقت بالرئيس الإسرائيلي شمعون بيريز، ورفضت مصافحته في البداية قائلة له "أنت تقتل الفلسطينيين كل يوم في غزة" فرد عليها بقوله أن "إسرائيل تريد حل قضية غزة والفلسطينيين"، وفي نهاية الاجتماع صافحت شرعب بيريز واتفقا على عقد اجتماع في الأردن بين ليبيا وإسرائيل، لكن الجهود فشلت لاحقًا وبذلك لم تسفر هذه المبادرة عن أية نتيجة.
قبل اندلاع الحرب الأهلية الليبية عام 2011 بعدة أشهر فقد احتجزها القذافي في مكان مخصص لاحتجاز أبنائه وكبار المسؤولين في نظامه، فطلب الملك الأردني عبد الله الثاني شخصيًا من القذافي الإفراج عنها خلال زيارة الملك الأردني الأخيرة لليبيا قبل اندلاع الحرب الأهلية عام 2011، إلا أن القذافي لم يستجب لهذا الطلب.
وخلال أحداث الحرب الأهلية الليبية عام 2011 تعرضت دعد للإصابة بغارة جوية من حلف شمال الأطلسي على الأراضي الليبية، كما تعرضت لإطلاق نار أثناء فرارها إلى تونس عبر الصحراء الليبية.
في يوم الخميس 1 سبتمبر 2011 وصلت دعد الأردن قادمة من تونس برفقة مسؤولين أردنيين، حيث كانت المخابرات الأردنية قد تولت مهمة تأمينها ونقلها من ليبيا إلى تونس ومنها إلى الأردن بإشراف مباشر من الملك الأردني عبد الله الثاني الذي هاتف شرعب لحظة وصول الفريق الأمني الأردني لها في ليبيا لإخراجها منها. وكان الملك الأردني عبد الله الثاني قد اجتمع قبل ذلك بالفريق الأمني الأردني المغادر إلى ليبيا وطلب منهم أن يكون الوصول إلى دعد شرعب من أولويات خططهم.
في مقابلة لشرعب مع صحيفة الرأي الأردنية في 5 سبتمبر 2011 قالت بأنها "كانت تُشكل الحكومات الليبية وتُقيلها".

## تكريمات
حازت دعد على عدة تكريمات، منها "تكريم مدينة بودروم التركية" من قبل عمدة المدينة بتاريخ 22 سبتمبر 2015.

## مؤلفاتها
في عام 2021 أصدرت شرعب من المملكة المتحدة كتابها الشهير باللغة الإنجليزية بعنوان "The Colonel and I: My Life with Gaddafi" (العقيد وأنا: حياتي مع القذافي) والذي تحدثت فيه عن حياتها الشخصية وأسرار عن الزعيم الليبي معمر القذافي تُكشف لأول مرة.

## قالوا عنها
- وصفها رئيس جهاز المخابرات الليبية موسى كوسا بأنها "قنبلة موقوتة" نظرًا لطبيعة المعلومات التي تحتفظ بها طوال 22 عامًا في منصبها إلى جانب القذافي كمستشارة له.[22]

## وصلات خارجية
- دعد شرعب في مقابلة مع الإعلامي طوني خليفة، قناة المشهد، أغسطس 2023 على يوتيوب